# Reguły ne peius
Reguły ne peius (łac. nie gorzej) – zakazy obowiązujące w procesowym prawie karnym, uregulowane w art. 454 Kodeksu postępowania karnego.  Mają zastosowanie tylko w postępowaniu apelacyjnym. Ograniczają one uprawnienia sądu odwoławczego do pogorszenia sytuacji oskarżonego, gdy zostało wniesione odwołanie na jego niekorzyść.   Reguły ne peius są jedną z dwóch instytucji (obok zakazu reformationis in peius) chroniących oskarżonego w postępowaniu odwoławczym. Reguły ne peius mają na celu  zabezpieczenie prawa do obrony oraz konsekwentne zapewnienie dwuinstancyjności przy orzekaniu na niekorzyść oskarżonego. Są skierowane do orzekającego sądu II instancji i mają charakter bezwzględny, tzn. niedozwolone jest orzekanie w sposób odmienny niż przewiduje przepis. 
Reguły ne peius obejmują następujące ograniczenia :
- gdy w I instancji oskarżony został uniewinniony albo umorzono wobec niego postępowanie – sąd II instancji nie może skazać oskarżonego (nie dotyczy to sytuacji, gdy oskarżonemu wymierzono środek karny lub odstąpiono od wymierzenia kary)[potrzebny przypis].

Sąd odwoławczy, uznając w takich przypadkach, że skazany zasługuje na surowszą karę może jedynie uchylić wyrok i przekazać postępowanie do ponownego rozpoznania przez sąd I instancji. W przypadku wymierzenia surowszej kary w ponownie przekazanej sprawie oskarżony ma prawo do wniesienia apelacji od takiego wyroku.